# Wooden Heart
"Wooden Heart" er en komposition fra 1960 af Ben Weisman, Fred Wise, Kay Twomey og Bert Kaempfert. Sangen er baseret på den gamle tyske folkesang "Muss I Denn Zum Stadtele Hinaus".
Elvis Presley indspillede sangen i RCAs studier i Hollywood den 28. april 1960 til brug i sin 5. film, G.I.Blues. "Wooden Heart" blev udsendt på filmens soundtrack, en LP-plade, der ligesom filmen hed G.I.Blues. I Vesteuropa udsendtes "Wooden Heart" på single, som strøg til top på hitlisterne. I USA og resten af verden udkom sangen ikke på singleplade før end i 1964. Da var det som B-side med "Blue Christmas" som A-side.
"Wooden Heart" er endvidere udsendt på CD'en fra 18. juli 1995 Command Performances – The Essential 60's Masters, vol. 2, som er en samling af de bedre af Elvis' filmsange fra 1960'ernes mange spillefilm. Han optrådte også med sangen under sine koncerter, bl.a. i de såkaldte "Dinner Show"-koncerter på The Hilton Hotel i Las Vegas i 1975. En indspilning herfra findes på Presleys live-album Dinner At Eight, som kom på gaden den 15. november 2002.
Den 24. september 2002 udgav RCA en CD med titlen "ELV1S 30 #1 HITS" (bemærk at 'i' i Elvis er erstattet af et 1-tal), hvor "Wooden Heart" var med. Denne nye CD blev, ligesom i sin tid sangene på den, nummer 1 på hitlisterne rundt om i verden, – 25 år efter kunstnerens død!
"Wooden Heart" er den af sangene fra G.I.Blues, som er bedst kendt i Danmark.

## Besætning
På indspilningen af sangen høres følgende musikere:
- Sang: Elvis Presley
- Guitar: Scotty Moore, Tiny Timbrell
- Bas: Ray Siegel
- Trommer: Frank Bode, D.J. Fontana
- Klaver: Dudley Brooks
- Harmonika: Jimmie Haskell
- Tambourin: Hoyt Hawkins

## Andre udgaver af sangen
- Muss I Denn

Den oprindelige udgave af sangen, "Muss I Denn", blev helt tilbage i 1827 komponeret af den tyske musiker og digter Philipp Friedrich Silcher (1789 – 1860).
"Muss I Denn" er bl.a. indspillet af Marlene Dietrich og Helmut Lotti.
- Hvis jeg må

Umiddelbart efter Elvis Presleys succesudgave af "Wooden Heart" skrev Victor Skaarup en dansk tekst, der blev indsunget af Gustav Winckler og udsendt på pladeselskabet 'Tono'. Den danske udgave hed "Hvis jeg må".
- Det går op, det går ned

I 1976 skrev duoen Jan og Keld en ny tekst med titlen "Det går op, det går ned".
- Lille ven

På albummet Kandis 1 fra 1990 med den danske gruppe Kandis findes sangen i en dansk version, "Lille ven", arrangeret af Johnny Hansen.